# Jomfru Ane (album)
Jomfru Ane er titlen på Jomfru Ane Bands første album, som pga. coverbilledet fik tilnavnet "Brødristeren". Det blev indspillet i Sweet Silence Studio i oktober-november 1976, og udkom på DEMOS i 1977 (DEMOS-35). Albummet blev oprindeligt udsendt som LP og blev genudsendt som CD i 2010 som en del af bokssættet Dansk Rock Historie 1965-1978. 
Numrene på albummet er primært skrevet af søstrene Rebecca og Sanne Brüel samt Claus Flygare.

## Numre

### Side 1
1. "Normalrock" 2:15 (R. Brüel/C. Flygare)
2. "Den Stumme Lakaj" 2:59 (R. Brüel/C. Flygare)
3. "Balladen Om A-kraft" 4:35 (R. & S. Brüel/C. Flygare)
4. "Propaganda Maskinen" 2:55 (S. Brüel/C. Flygare)
5. "Ekspertrag" 2:19 (S. Brüel/C. Flygare)
6. "Reaktionen Marcherer" 3:44 (R. & S. Brüel/C. Flygare)
7. "Bo's Drømmesang" 2:15 (S. Brüel/C. Flygare)

### Side 2
1. "Plutonium" 3:42 (R. Brüel/Hans Kragh-Jacobsen)
2. "Mens Vi Drømmer" 2:34 (S. Brüel)
3. "Krisens Danse Makabre" 2:36 (R. & S. Brüel/C. Flygare)
4. "Håbets Gård" 3:47 (R. Brüel/C. Flygare)
5. "Rebild 76" 4:37 (R. & S. Brüel/C. Flygare)
6. "Frygtens Fugl" 4:09 (S. Bruel/C. Flygare)